# 4286 Rubtsov
4286 Rubtsov eller 1988 PU4 är en asteroid i huvudbältet som upptäcktes den 8 augusti 1988 av den ryska astronomen Ljudmila Tjernych vid Krims astrofysiska observatorium på Krim. Den är uppkallad efter Nikolay Rubtsov.
Asteroiden har en diameter på ungefär 10 kilometer och den tillhör asteroidgruppen Koronis.